# Gymnogeophagus balzanii
Gymnogeophagus balzanii — це риби родини цихлових і ряду окунеподібних (Perciformes) з Південної Америки: басейну р. Парана (Бразилія, Парагвай та Аргентина) та р. Уругвай (Уругвай і Бразилія).

## Опис
Самці можуть досягати 12 см у довжину.

## Біотоп
Риби бентопелагічні (придонні); вода рН: 6,0-8,0; dH діапазон: 5-19°; температура 22°C-26 °C.